# David Allan Coe
David Allan Coe (6 de septiembre de 1939) es un cantante estadounidense de outlaw country que alcanzó popularidad en los 70 y los 80.
Ha escrito unas 280 canciones en toda su carrera. Como cantante, su mayor éxito ha sido "Mona Lisa Lost Her Smile", "The Ride", "You Never Even Called Me by My Name", "She Used to Love Me a Lot",  y "Longhaired Redneck". Su composición más conocida en los números uno fue "Would You Lay With Me (In a Field of Stone)", versionada por Tanya Tucker, y "Take This Job and Shove It", versionada por Johnny Paycheck y que fue más tarde una película en la que Coe y Paycheck tuvieron pequeños papeles.

## Estilo
El estilo de Coe deriva desde el blues al rock y la música country y su estilo vocal se describe como un "throaty baritone". Su contenido lírico es humorístico y de comedia con William Ruhlmann describiéndolo como "un cantante de country cerca de la parodia". Stephen Thomas Erlewine le describe como "a great, unashamed country singer, singing the purest honky-tonk and hardest country of his era [...] He may not be the most original outlaw, but there's none more outlaw than him."
Sus letras hacen referencia frecuentemente al alcohol y las drogas y son "bulliciosas y engreídas". Su álbum de debut, Penitentiary Blues fue descrito como "Louisiana voodoo blues" y "redneck music" por Thom Jurek de Allmusic.